# Julij Rybakov
Julij Andrejevič Rybakov (rusky Юлий Андреевич Рыбаков, * 25. února 1946 Mariinsk, Kemerovská oblast, Rusko) je ruský disident, aktivista v oblasti lidských práv a někdejší politický vězeň. Po deset let byl poslancem Státní dumy (1993–2003). V roce 2010 byl signatářem kampaně 'Putin musí odejít'.

## Život
Julij Rybakov se narodil v gulagu na Sibiři, kde si jeho otec, básník Andrej Rybakov odpykával pětiletý trest za psaní antisovětské literatury. Jeho matka tam pracovala v nemocnici.
Jeho dědeček z matčiny strany byl Čech, námořní důstojník jménem Vladimír Tazki. Byl oceněn za statečnost v rusko-japonské válce. Učil na vojenské akademii v Petrohradě. V roce 1918 vedl protestní povstání proti Říjnové revoluci; o několik dní později byl i se svými studenty poslán do Finského zálivu, kde byli všichni utopeni.
Julij Rybakov studoval umění v Petrohradě, s přáteli přitom pořádali „podzemní“ výstavy, dopisovali si se zahraničními umělci a tajně se scházeli s diplomaty ze Západu. V noci vyráželi psát obrovské antikomunistické nápisy na veřejná místa. Jedné noci roku 1976 napsali metr a půl velkými písmeny na zeď Petropavlovské pevnosti:
| „ | Svobodu můžete ukřižovat, ale lidská duše zůstane navždy nespoutaná! | “ |
| — |                                                                      |   |

O několik dní později byl Rybakov a jeho společníci zatčeni KGB. Kromě účasti v disidentském hnutí usilujícím o dodržování lidských práv byl obviněn také z rozšiřování knih Alexandra Solženicyna. Byl odsouzen k šesti letům vězení. Strávil je ve vězeňském táboře u Murmansku za severním polárním kruhem, kde teploty v zimě klesaly pod minus 40 stupňů.
V roce 1982 se vrátil do Leningradu, kde začal studovat práva. V roce 1988 se stal jedním ze zakladatelů a lídrů liberální a proreformní strany Demokratická unie. V roce 1990 byl zvolen do městské rady Leningradu, o tři roky později se stal poslancem Státní dumy.
Za první čečenské války odjel v červnu 1995 spolu s dalším poslancem Sergejem Kovaljovem vyjednávat s čečenským velitelem Šamilem Basajevem, jehož muži zadržovali stovky rukojmí v nemocnici v Buďonnovsku. Trojnásobný otec Rybakov se nechal vzít jako rukojmí výměnou za propuštění matek s novorozenými dětmi. Snaha elitních ruských protiteroristických oddílů o obsazení nemocnice byla neúspěšná. Rybakov posléze nemocnici opustil jako jeden z rukojmích, kteří odjížděli s komandem Basajevových mužů v autobusovém konvoji do Čečenska. Za čečenskou hranicí separatisté z autobusů vystoupili. Rukojmí ponechali na místě; zpátky na hranici je dopravily ruské jednotky.